# Populus ilicifolia
Populus ilicifolia är en videväxtart som först beskrevs av Adolf Engler, och fick sitt nu gällande namn av Rouleau. Populus ilicifolia ingår i släktet popplar, och familjen videväxter. Inga underarter finns listade i Catalogue of Life.